# Iclazepam
Iclazepam (Clazepam) là một dẫn xuất của benzodiazepine. Thuốc có tác dụng an thần và giải lo âu tương tự như tác dụng của các dẫn xuất benzodiazepine khác, và có cùng tác dụng với chlordiazepoxit.
Iclazepam là một dẫn xuất của nordazepam được thay thế bằng nhóm cyclopropylmethoxyethyl trên nitơ N 1. Khi ở trong cơ thể, iclazepam nhanh chóng được chuyển hóa thành nordazepam và dẫn xuất N-(2-hydroxyethyl) của nó, được cho là chủ yếu chịu trách nhiệm về tác dụng của thuốc.